# Zendaya
Zendaya Maree Stoermer Coleman (Oakland, California, 1 de septiembre de 1996), es una actriz y cantante estadounidense.Entre sus galardones se incluyen dos premios Primetime Emmy y un Globo de Oro. En 2022, la revista Time la nombró una de las 100 personas más influyentes del mundo.
Nacida y criada en Oakland, California, Zendaya comenzó su carrera como modelo infantil y bailarina de apoyo. Hizo su debut televisivo como Rocky Blue en la comedia de situación de Disney Channel Shake It Up (2010-2013) y protagonizó el papel principal en la comedia de situación del canal K.C. Undercover (2015-2018). Su debut cinematográfico se produjo en 2017 como MJ en la película de superhéroes Spider-Man: Homecoming; más tarde repitió su papel en sus secuelas Far From Home (2019) y No Way Home (2021). Su papel como Rue Bennett en la serie dramática adolescente de HBO Euphoria (2019-presente) la convirtió en la ganadora más joven del Premio Primetime Emmy a la Mejor Actriz Principal en una Serie Dramática, que ganó dos veces. Sus otros papeles cinematográficos incluyen el musical El gran showman (2017), los dramas románticos Malcolm & Marie (2021) y Challengers (2024), y las películas de ciencia ficción Dune (2021) y Dune: Part Two (2024).
En 2011, Zendaya lanzó los sencillos "Swag It Out" y "Watch Me", este último una colaboración con Bella Thorne. Firmó con Hollywood Records en 2012 y lanzó su álbum de estudio debut homónimo (2013) con un éxito moderado. El sencillo principal del álbum, "Replay", alcanzó el top 40 en la lista Billboard Hot 100 de EE. UU. Su colaboración con Zac Efron, "Rewrite the Stars", de la banda sonora de El gran showman (2017), alcanzó el top 20 de varias listas de éxitos y ha recibido certificaciones de ventas multiplatino a nivel mundial. También ha escrito e interpretado varias canciones para Euphoria.

## Biografía
Zendaya Maree Stoermer Coleman nació el 1 de septiembre de 1996 en Oakland, California, hija de los maestros Claire Stoermer y Kazembe Ajamu Coleman (nacido Samuel David Coleman). Su padre es afroestadounidense de Arkansas con raíces zimbabuenses; su madre tiene ascendencia alemana y escocesa. Zendaya, cuyo nombre deriva del nombre shona Tendai (que significa «dar gracias»), tiene cinco hermanos mayores. Asistió a la escuela primaria Fruitvale, donde su madre enseñó durante dos décadas. A los seis años, ella y dos amigos de la escuela realizaron una obra de teatro allí para el Mes de la Historia Negra. Estudió interpretación durante un tiempo en el California Shakespeare Theater en Orinda, California, donde su madre trabajaba como administradora de la casa durante el verano, además de capacitarse en el programa del conservatorio estudiantil de teatro. Ayudó a sus patrocinadores a sentar, vendió boletos para recaudar fondos y se inspiró en las representaciones teatrales para dedicarse a la actuación. A los ocho años, Zendaya se unió a un grupo de baile de hip hop llamado Future Shock Oakland y fue miembro durante tres años. También pasó dos años bailando hula en The Academy of Hawaiian Arts.
Zendaya asistió a la Escuela de Artes de Oakland y, cuando aún era estudiante, interpretó varios papeles en teatros del área. En el Berkeley Playhouse, interpretó a Little Ti Moune en Once on This Island, y en la producción de TheatreWorks en Palo Alto, interpretó a un personaje originalmente escrito como masculino, Joe, en Caroline or Change. Al revisar este último, Keith Kreitman del San Mateo Daily Journal calificó la actuación de Zendaya, de 11 años, como «una pura delicia». Estudió en el programa CalShakes Conservatory y en el American Conservatory Theatre.
Sus créditos teatrales incluyen actuaciones en varias de las obras de William Shakespeare. Interpretó a Lady Anne en Ricardo III, Celia en As You Like It, y participó en una producción de Twelfth Night. Cuando Zendaya estaba en séptimo grado, la familia se mudó a Los Ángeles. En 2015, mientras seguía una carrera como actriz, se graduó de Oak Park High School.

## Carrera profesional

### 2009-2015: Carrera temprana con Disney

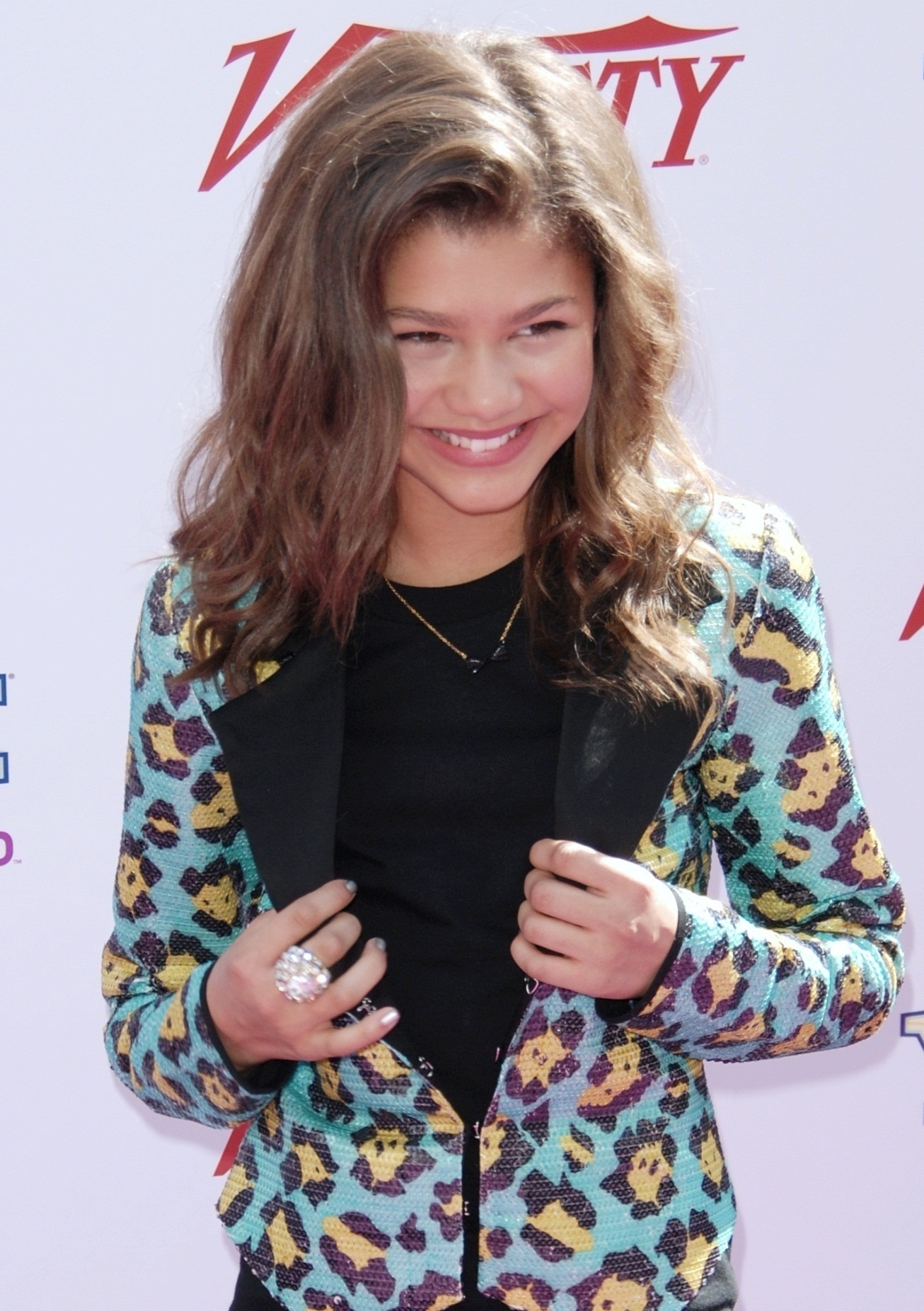
Zendaya en el evento Power of Youth de Variety en 2010.

Zendaya comenzó su carrera trabajando como modelo de moda para Macy's, Mervyns y Old Navy. Apareció en un anuncio de juguetes iCarly junto con Stefanie Scott. También apareció como bailarina de respaldo en un comercial de Sears con la estrella de Disney Selena Gomez. En 2009, fue artista invitada en el video musical de Kidz Bop para su versión de la canción «Hot n Cold» de Katy Perry, que fue lanzada en Kidz Bop 15. En noviembre de 2009, audicionó para el papel de CeCe Jones en la serie original de Disney Channel, Shake It Up (titulada Dance Dance Chicago en ese momento). Para su audición, interpretó «Leave Me Alone» de Michael Jackson. Fue seleccionada para interpretar a Rocky Blue, junto a Bella Thorne como CeCe Jones. Zendaya fue descubierta por el mismo agente que descubrió a Miley Cyrus, yendo al casting donde había 200 chicas que se presentaban a la audición para el papel de Rocky Blue. Shake It Up se estrenó el 7 de noviembre de 2010 y fue visto por 6.2 millones de espectadores, convirtiéndose en el segundo estreno con mayor audiencia de Disney Channel en los 27 años de historia de Disney Channel.
En 2011, Zendaya lanzó «Swag It Out», un sencillo promocional independiente. También protagonizó el avance del libro From Bad To Cursed de Katie Alender. En marzo de 2011, Zendaya fue nominada para un Premio Shorty a la mejor actriz. En junio del mismo año, lanzó «Watch Me», actuando con Bella Thorne. La canción alcanzó el puesto número 63 en el Billboard Hot Digital Songs, el número 86 en el Billboard Hot 100, y el número 9 en el USA Top Heatseekers. La segunda temporada de Shake It Up se anunció el 16 de marzo de 2011 y se estrenó el 18 de septiembre de 2011. Zendaya junto a Bella Thorne presentaron Make Your Mark: Ultimate Dance Off en Disney Channel en 2011. En 2011, las tiendas Target comenzaron a vender D-Signed, una línea de ropa inspirada en la ropa usada por Zendaya y otros miembros del elenco de Shake It Up. El 28 de octubre de 2011, Zendaya lanzó su primer sencillo promocional, «Dig Down Deeper».

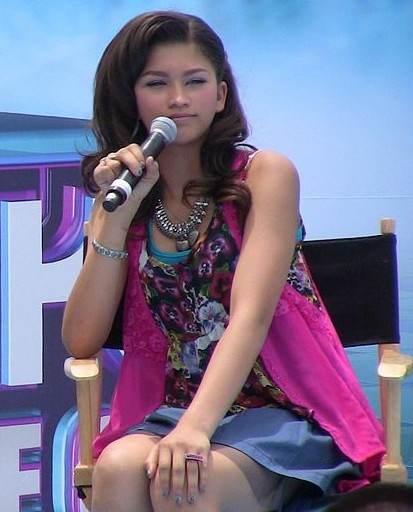
Zendaya presentando el evento Make Your Mark: Ultimate Dance Off en 2011.

El primer papel cinematográfico de Zendaya fue en Frenemies (2012), una película original de Disney Channel junto con Bella Thorne y Stefanie Scott de A.N.T. Farm. El 29 de febrero de 2012, «Something to Dance For» fue lanzado como sencillo promocional para Live 2 Dance. Para la banda sonora, Zendaya junto con Bella Thorne también grabó otras tres canciones: «Made In Japan», «Same Heart» y «Fashion Is My Kryptonite», lanzadas como sencillos promocionales. En 2012, lanzó «Fashion Is My Kryptonite» en iTunes. En junio de 2012, Shake It Up se renovó para una tercera y última temporada. El 2 de septiembre de 2012, Zendaya firmó con Hollywood Records y también se anunció que participaría del Disney Channel Holiday Playlist cantando «Shake Santa Shake». En octubre, actuó junto con Bella Thorne, Ryan Betty, Jasmine V y la banda IM5 en el Teen Music Festival y en el beneficio Operation Smile junto con Big Time Rush y otros artistas. En febrero de 2013, Zendaya fue anunciada como una de las celebridades que competiría en la temporada 16 de Dancing with the Stars. A los 16 años, era la concursante más joven en participar en el programa, antes de que Willow Shields la sucediera a los 14 años en la temporada 20. Se asoció con el bailarín profesional Valentin Chmerkovskiy. En mayo, la pareja terminó como subcampeona detrás de Kellie Pickler y Derek Hough.
El álbum debut homónimo de Zendaya fue lanzado el 17 de septiembre de 2013. Fue precedido por el sencillo «Replay», lanzado el 16 de julio de 2013, escrito por Tiffany Fred y Paul «Phamous» Shelton. En agosto de 2013, fue elegida como Zoey Stevens, de 16 años, el personaje principal de la película original de Disney Channel Zapped, cuyo «teléfono inteligente comienza a controlar de alguna manera a todos los niños a su alrededor». En noviembre de 2013, Zendaya fue seleccionada como Artista del mes de Elvis Duran y apareció en el programa Today de NBC, donde actuó en vivo su sencillo «Replay». Ese mismo mes, fue elegida para el papel principal en un piloto de Disney Channel llamado Super Awesome Katy. Disney Channel encargó la serie en mayo de 2014, con la serie ahora bajo el título K.C. Undercover, y con el personaje de Zendaya ahora llamado K.C. Cooper, una joven que descubre que sus padres son espías, en lugar de Katy Cooper. Zendaya ejerció influencia sobre el cambio de nombre de su personaje y el cambio de título de la serie, y también decidió varios elementos clave de la personalidad del personaje. K.C. Undercover se estrenó en Disney Channel el 18 de enero de 2015, y se renovó para una segunda temporada en mayo de 2015.
En 2014, Zendaya fue juez invitada en un episodio de Project Runway: Under the Gunn. En el episodio, a los diseñadores concursantes se les dio el desafío de crear un atuendo para que Zendaya lo usara en el próximo concierto. En febrero de 2015, después de una broma hecha por Giuliana Rancic sobre Zendaya, en referencia a que su cabello olía a «aceite de pachulí» y «hierba» en la 87.ª edición de los Premios Óscar, Zendaya rápidamente se dirigió a Instagram para abordar el comentario y señalar que muchas personas exitosas tienen locs, un peinado que no tiene nada que ver con las drogas. Mattel honró a Zendaya con su propia Barbie, replicando su look de los Óscar. Al mes siguiente, el músico Timbaland confirmó que estaba trabajando con Zendaya en su segundo álbum, luego de que ella cambiara los sellos discográficos de Disney a Republic. «Something New», con Chris Brown, fue lanzado el 5 de febrero a través de Hollywood Records y Republic Records. La canción también la marca como su primer lanzamiento oficial desde que firmó con Republic Records.

### 2016-presente: Avance cinematográfico,Euphoriay papeles maduros

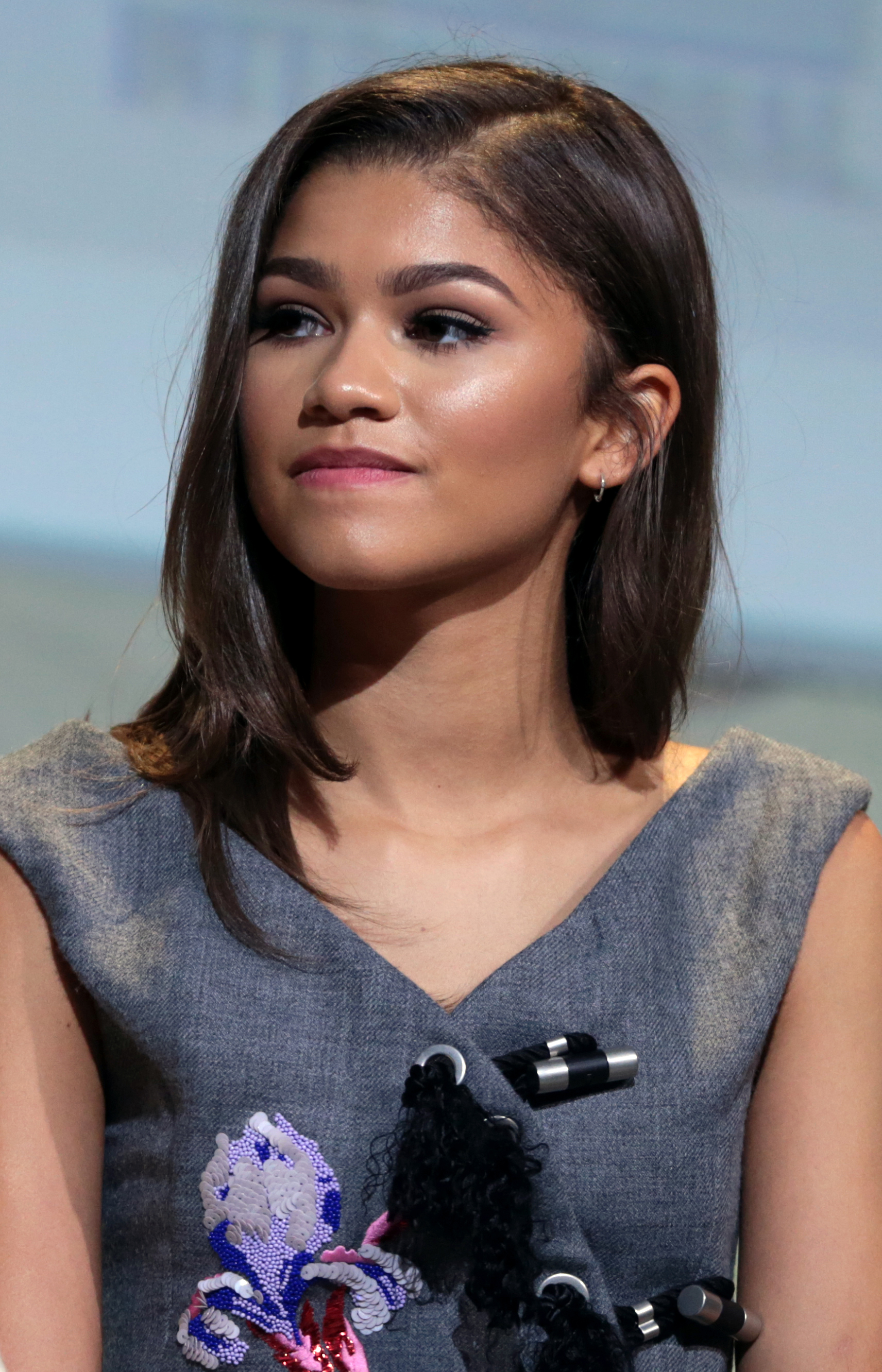
Zendaya en la Convención Internacional de Cómics de San Diego promocionando Spider-Man: Homecoming en 2016.

En diciembre de 2016, Zendaya apareció como juez invitada en el final de temporada de la decimoquinta temporada de la serie de telerrealidad Project Runway. Hizo su debut cinematográfico como Michelle «MJ» Jones en la película de superhéroes que el Universo Cinematográfico de Marvel preparaba sobre el personaje de Spider-Man Spider-Man: Homecoming, que se estrenó en julio de 2017 junto a Tom Holland y Michael Keaton. Zendaya no usó maquillaje para su prueba de pantalla, una decisión que se llevó a cabo en la producción, y «agregó sus propios adornos al papel, como llevar una taza de té de hierbas». La película recaudó 117 millones de dólares en su primer fin de semana, ocupando el primer lugar en taquilla. John DeFore de The Hollywood Reporter la elogió como una «ladrona de escenas», mientras que David Ehrlich de IndieWire la llamó «MVP» de la película, a pesar de su breve tiempo en pantalla. En agosto, apareció en el video musical de la canción «Versace on the Floor» de Bruno Mars.
En diciembre, Zendaya coprotagonizó la película musical original The Greatest Showman junto a Hugh Jackman, Zac Efron, Rebecca Ferguson y Michelle Williams. Interpretó a la trapecista Anne, que se enamora de Phillip Carlyle (interpretado por Efron) durante una época en la que el romance interracial era un tabú. Owen Gleiberman de Variety elogió su química con Efron. The Hollywood Reporter elogió a Zendaya por «[registrar] la más fuerte, aportando sensibilidad conmovedora a su puñado de escenas». Zendaya apareció en tres pistas de la banda sonora de la película, incluida «Rewrite the Stars». La película tuvo una recepción mixta, pero se convirtió en el tercer musical de acción en vivo con mayor recaudación jamás lanzado.
En septiembre de 2018, Warner Bros. lanzó la película animada Smallfoot, en la que Zendaya prestó su voz a la yeti Meechee. También cantó dos canciones para la banda sonora. La película recibió críticas positivas.
En junio de 2019, Zendaya comenzó a protagonizar la serie dramática de HBO Euphoria, una adaptación de la serie israelí del mismo nombre, como Rue Bennett, una drogadicta de 17 años en proceso de rehabilitación, acompañada de un grupo de estudiantes que se enfrentarán a las drogas, el sexo, la identidad, el trauma, las redes sociales, el amor y la amistad. Zendaya también sirve como narradora de la serie, además de formar parte de la banda sonora principal de la serie con el cantautor británico, Labrinth. Ben Travers de IndieWire escribió que ella «agrega una ligereza desgarradora a los momentos en los que su carácter en espiral se siente invencible en lugar de frágil». Rebecca Nicholson de The Guardian calificó su actuación como «asombrosa» y «fascinante». Por su actuación, el 20 de septiembre de 2020, ganó el Premio Emmy a la mejor actriz en una serie dramática, convirtiéndose en la ganadora más joven del premio. También ganaría el premio «Artista de la semana» de TVLine para la semana del 6 de febrero de 2022, por su actuación en el episodio de la segunda temporada «Stand Still Like the Hummingbird».
También en 2019, repitió su papel de MJ en Spider-Man: Far from Home. La crítica Christy Lemire calificó la interpretación de Zendaya de «oscuramente seductora» y elogió su «encanto humorístico e inexpresivo». La película fue un éxito comercial, convirtiéndose en el cuarto estreno más taquillero del año.

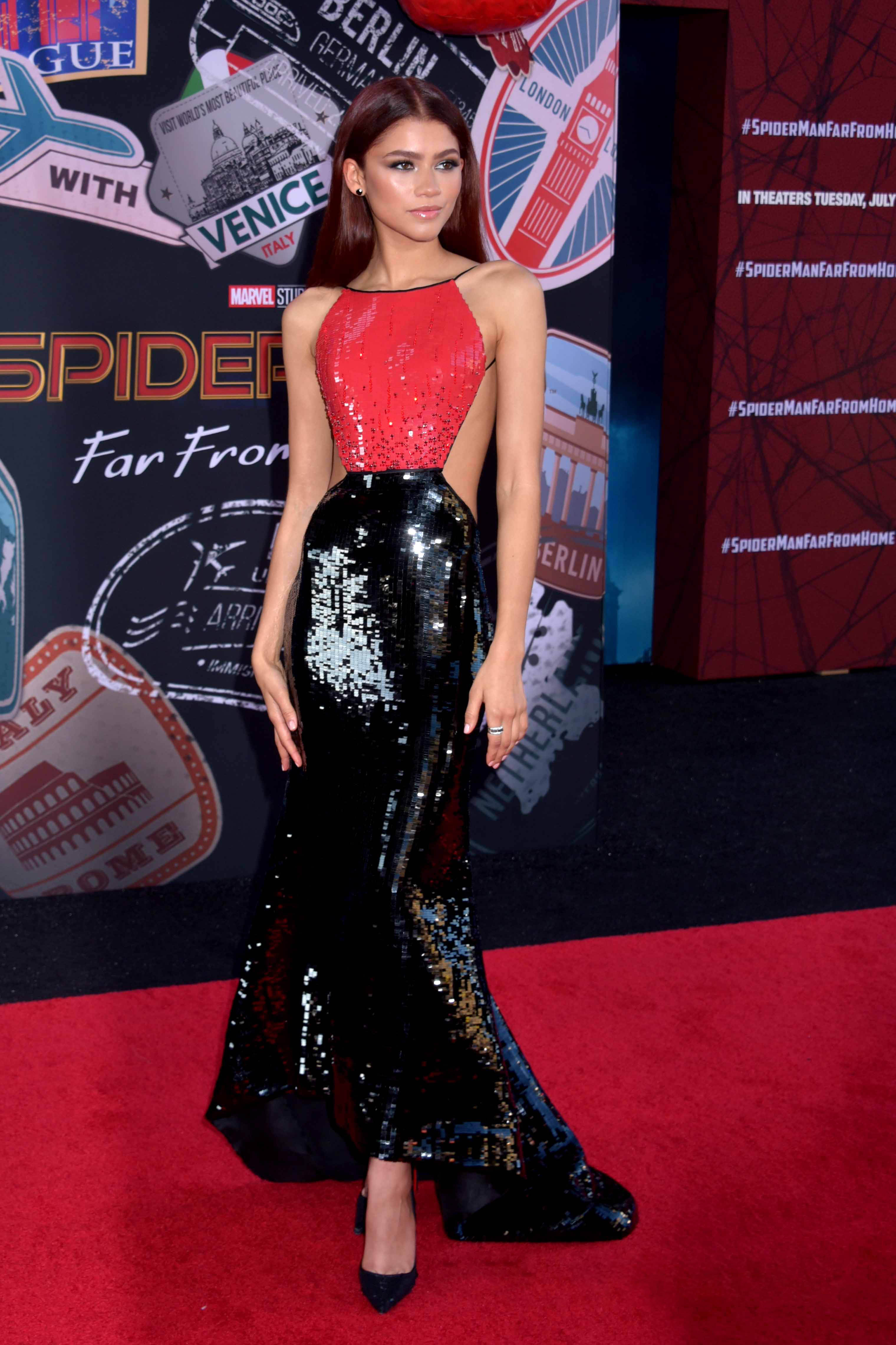
Zendaya en el estreno de Spider-Man: Far From Home en 2019.

En 2021, Zendaya protagonizó Malcolm & Marie, que fue filmada durante la primera fase de la pandemia del COVID-19. La producción cumplió con extensos protocolos de seguridad y tuvo un equipo delgado para minimizar los peligros para la salud. La película está coprotagonizada por John David Washington y fue dirigida por Sam Levinson, quien también creó Euphoria. Zendaya asignó acciones de la película a todos los involucrados en su realización, como una forma de ofrecer un bono financiero cuando se vendió la película. Parte de las ganancias se compartió con Feeding America. El filme tuvo un guion realizado en 8 días y filmado en dos semanas, el cual Netflix adquirió sus derechos, pero fue lanzada en la plataforma el 5 de febrero de 2021, por lo cual se especula distintas nominaciones tanto para la actriz como para la reciente película. La película tuvo una recepción mixta, pero la actuación de Zendaya fue revisada positivamente. Brian Truitt de USA Today la describió como «luminosa» y «fuego absoluto», y Peter Debruge de Variety la elogió por «lucir la fragilidad de Marie en la superficie, solo para revelar la fuerza del personaje a través de disparos de reacción y silencio».
En abril de 2021, se anunció que Zendaya interpretaría al personaje de Lola Bunny en Space Jam: A New Legacy. Al crecer con la película desde la infancia, Zendaya se basó en sus experiencias con el amor de su familia por el baloncesto para el papel. Zendaya interpretó a Chani en la película de ciencia ficción Dune de Denis Villeneuve, la primera parte de una adaptación planificada en dos partes de la novela del mismo nombre escrita en 1965, estrenada en septiembre de 2021. El crítico Glenn Kenny calificó su interpretación de «mejor que adecuada», mientras que Brian Lowry de CNN señaló que su papel se limitaba a «imágenes diáfanas» en las visiones de la protagonista. Zendaya repitió por tercera vez su papel de MJ en Spider-Man: No Way Home. La película se abrió a críticas positivas y se elogió su actuación. Brian Tallerico de RogerEbert.com elogió la química de Zendaya y Tom Holland, así como su ejecución de los «golpes finales emocionales» de MJ.
Después de haber colaborado con Labrinth en la canción «All for Us» para la primera temporada de Euphoria, en 2022 Zendaya coescribió dos canciones («I'm Tired» y «Elliot's Song») para la segunda temporada, y también actuó como vocalista en el primero. Recibiendo elogios continuos por su interpretación de Rue, la segunda temporada de Euphoria le valió cuatro nominaciones al Emmy. Nominada a mejor actriz principal en un drama por segunda vez, se convirtió dos veces en la nominada más joven en la historia de los Emmy, mientras que su nominación como productora ejecutiva para mejor serie dramática la convirtió en la mujer más joven nominada para producir. También recibió dos nominaciones a mejor música original y letras por sus contribuciones líricas a la banda sonora del programa. Zendaya ganó el Globo de Oro a la mejor actriz de serie de televisión dramática en la 80.ª edición de los Globos de Oro y recibió una nominación a los Premios del Sindicato de Actores.El 21 de enero, Zendaya apareció como ella misma en el documental Invisible Beauty, basada en su trabajo de la modelo y activista Bethann Hardison.
El 22 de abril de 2023, durante el segundo fin de semana de Coachella 2023, Zendaya se unió a Labrinth en una presentación sorpresa de «All for Us» y «I'm Tired», que marcó su regreso a los escenarios en 8 años. Apareció en la canción de apertura «The Feels» del tercer álbum de Labrinth, Ends & Begins.

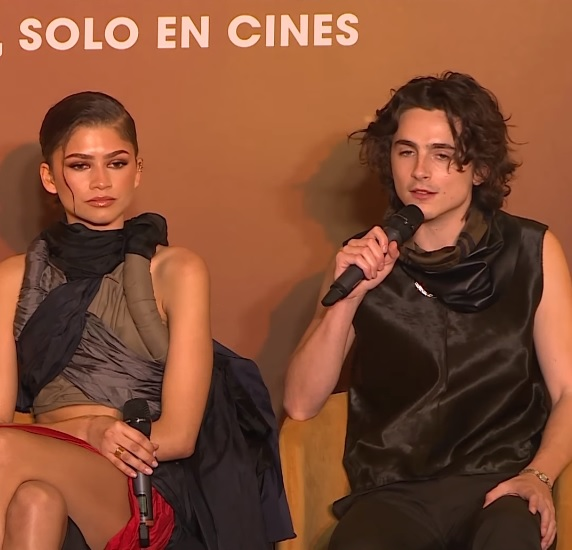
Zendaya (izquierda) y Timothée Chalamet (derecha) sobre la secuela Dune: Part Two.

El 15 de marzo de 2024, Zendaya repite nuevamente como Chani en la película secuela de épica de ciencia ficción Dune: Part Two.Tanto en la actuación de ella como la recaudación de la película.
En abril de 2024, Zendaya protagonizó y produjo a la película dramática y deportiva Challengers, dirigido por Luca Guadagnino. La película se narra a Tashi, antigua promesa del tenis convertida en entrenadora, inscribe a su marido Art, campeón del Grand Slam, a un evento Challengers para mejorar su confianza después de una serie de derrotas. En el evento, se enfrentan a Patrick, antiguo mejor amigo de Art y exnovio de Tashi.

#### Proyectos en desarrollo
En septiembre de 2020, se anunció que Zendaya había sido elegida como la líder de The Ronettes, Ronnie Spector en una película biográfica, adaptado de las memorias de Spector Be My Baby.
Desde 2017, Zendaya ha estado asociada para producir y protagonizar A White Lie, como Anita Hemmings, una mujer afroamericana que era descendiente de esclavos y europeos, y pasó como blanca para asistir a Vassar College en la década de 1890. En 2018, fue elegida para el thriller policial Finest Kind de Brian Helgeland.
Tras el estreno de Challengers (2024), Zendaya fue vinculada a diversos proyectos cinematográficos. Participará en The Drama (2025), una comedia romántica con tintes dramáticos dirigida por Kristoffer Borgli, en la que comparte protagonismo con Robert Pattinson.  En 2026, formará parte del reparto de The Odyssey, una adaptación épica del poema de Homero dirigida por Christopher Nolan, junto a Matt Damon y Tom Holland, con fecha de estreno prevista para el 17 de julio de ese año. 
Ese mismo año, prestará su voz al personaje de Felicia, la hija adolescente de Shrek y Fiona, en la película animada Shrek 5, cuyo estreno está programado para el 23 de diciembre de 2026. Asimismo, retomará su papel como Chani en Dune: Messiah, la tercera entrega de la saga dirigida por Denis Villeneuve, prevista para el 18 de diciembre de 2026. Se espera también su regreso como MJ en Spider-Man: Brand New Day, la nueva entrega del universo cinematográfico de Spider-Man protagonizada por Tom Holland.
Por otro lado, Zendaya protagonizará y producirá Be My Baby, un biopic sobre la cantante Ronnie Spector, fundadora del grupo The Ronettes, dirigido por Barry Jenkins y distribuido por A24. Además, continuará su papel de Rue Bennett en la tercera temporada de la serie Euphoria, cuyo rodaje comenzará en 2025.

## Otros emprendimientos

### Moda y negocios

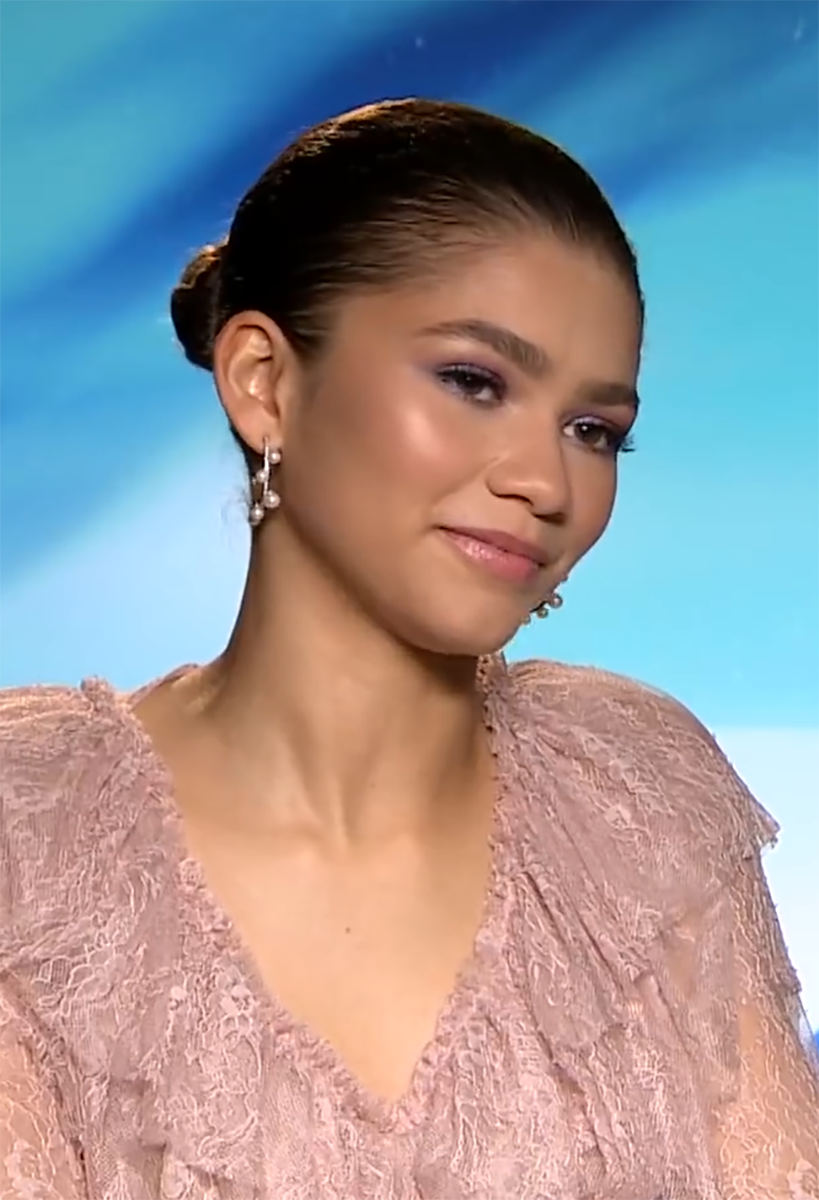
Zendaya promocionando Smallfoot en 2018.

Zendaya fue el rostro de Beats Electronics, X-Out, Material Girl, CoverGirl, y Chi Hair Care. En agosto de 2013, lanzó su libro debut, Between U and Me: How to Rock Your Tween Years with Style and Confidence para «ayudar a las niñas a superar las partes más difíciles de la preadolescencia». En agosto de 2015, debutó con su colección de zapatos llamada Daya, que era su apodo de infancia. En noviembre de 2016, la línea de ropa de Zendaya, Daya by Zendaya, salió a la venta, la segunda colección tenía fluidez de género e incluía una gama completa de tamaños. En octubre de 2018, se convirtió en embajadora de la marca Tommy Hilfiger y codiseñó las colecciones cápsula de Tommy x Zendaya. Se inspiró en los años 70, es decir, las «mujeres fuertes e icónicas» de la década, y sus desfiles en la Semana de la Moda de París y la Semana de la Moda de Nueva York han sido elogiados por celebrar la diversidad y la inclusión, incluidas mujeres de color, tallas grandes y modelos mayores hasta de 70; los espectáculos también fueron un homenaje a los íconos pioneros de la moda. En 2019, Zendaya se convirtió en portavoz de Lancôme, y al año siguiente de Bulgari y Valentino. En junio de 2022, fue anunciada como embajadora global de la marca Glaceau SmartWater. Se convirtió en embajadora de Louis Vuitton en 2023.
Zendaya fue clasificada como una de las mujeres mejor vestidas en 2018 por el sitio web de moda Net-a-Porter. Para su edición de septiembre de 2020 de InStyle, eligió junto con su estilista, Law Roach, a todos diseñadores, artistas y creativos negros. En octubre de 2020, ganó el premio Visionary Award en los premios CNMI Green Carpet Fashion Awards por «sus esfuerzos para promover la diversidad y la inclusión en la moda y el cine».

### Filantropía y defensa
Zendaya ha prestado su apoyo a varias causas y organizaciones benéficas. En 2012, se convirtió en embajadora de Convoy of Hope y alentó a los fanáticos a apoyar los esfuerzos de respuesta al huracán Sandy. Al año siguiente, promovió otros esfuerzos de socorro. En 2014, Zendaya grabó la canción de John Legend «All of Me» y una parte de las ganancias se destinó a la organización. El mismo año, celebró su cumpleaños número 18 con una campaña para ayudar a alimentar a por lo menos 150 niños hambrientos en Haití, Tanzania y Filipinas a través de feedONE, y en 2016 celebró su cumpleaños número 20 con una campaña para recaudar $50,000 para apoyar Iniciativa de Empoderamiento de la Mujer de Convoy. En octubre de 2012, Zendaya actuó en el beneficio médico Operation Smile. Fue portavoz de la campaña Trick-or-Treat 2014 de UNICEF. En julio de 2015, visitó Sudáfrica con ONUSIDA, el programa de las Naciones Unidas dedicado a prevenir y crear acceso al tratamiento para el VIH y el sida. Luego, también realizó una recaudación de fondos con CrowdRise, cuyas ganancias se destinaron a la organización benéfica Ikageng sin fines de lucro y basada en la comunidad en Soweto para una familia de huérfanos del sida. Cuando Malcolm & Marie, filmado durante la pandemia, se vendió en septiembre de 2020, una parte de las ganancias se compartió con Feeding America.
Zendaya apoya campañas para crear conciencia sobre las comunidades desatendidas, las escuelas desfavorecidas y para apoyar financieramente a las escuelas. En septiembre de 2017, se asoció con la Fundación Verizon como portavoz de su iniciativa nacional #WeNeedMore para brindar tecnología, acceso y oportunidades de aprendizaje a los niños. También los estaba capacitando para seguir carreras en STEM. En marzo de 2018, Zendaya se asoció con Google.org para retribuir a los estudiantes de una escuela comunitaria en Oakland financiando un plan de estudios innovador de ciencias de la computación.
Zendaya es feminista. En enero de 2017, asistió a la Marcha de las Mujeres en Washington para demostrar su apoyo a los derechos de las mujeres. Anteriormente habló sobre su experiencia como mujer negra en Hollywood. Ella usa sus plataformas sociales para abordar la justicia racial, la votación, la vergüenza corporal y la intimidación. Ha estado mostrando su apoyo al movimiento Black Lives Matter en sus cuentas de redes sociales durante años; participó en las protestas de George Floyd en junio de 2020 y prestó temporalmente su cuenta de Instagram a Patrisse Cullors para compartir recursos y medios contra el racismo. Zendaya ha sido una defensora del voto a lo largo de los años. En octubre de 2016, fue una de las celebridades que participó en la iniciativa «Vote Your Future» y apareció en un video de la campaña. En septiembre de 2020, alentó a sus fanes con Michelle Obama y su organización no partidista «When We All Vote» a verificar su registro de votantes antes de las elecciones. Al mes siguiente, compartió un video mientras emitía su voto para recordar que debía volver a votar. En octubre de 2013, participó en el movimiento de P&G llamado Mean Stinks y fue coanfitriona de la asamblea nacional transmitida en vivo a la que se unieron casi 500 escuelas. En septiembre de 2017, junto con sus coprotagonistas de Spider-Man: Homecoming, presentó un anuncio de servicio público para la campaña de concientización Stomp Out Bullying.
Zendaya también apoyó a la American Heart Association, City Year, Communities in Schools, DonorsChoose.org, Children Mending Hearts, Toys for Tots, Friends for Change y Donate My Dress, entre otros.

## Vida personal

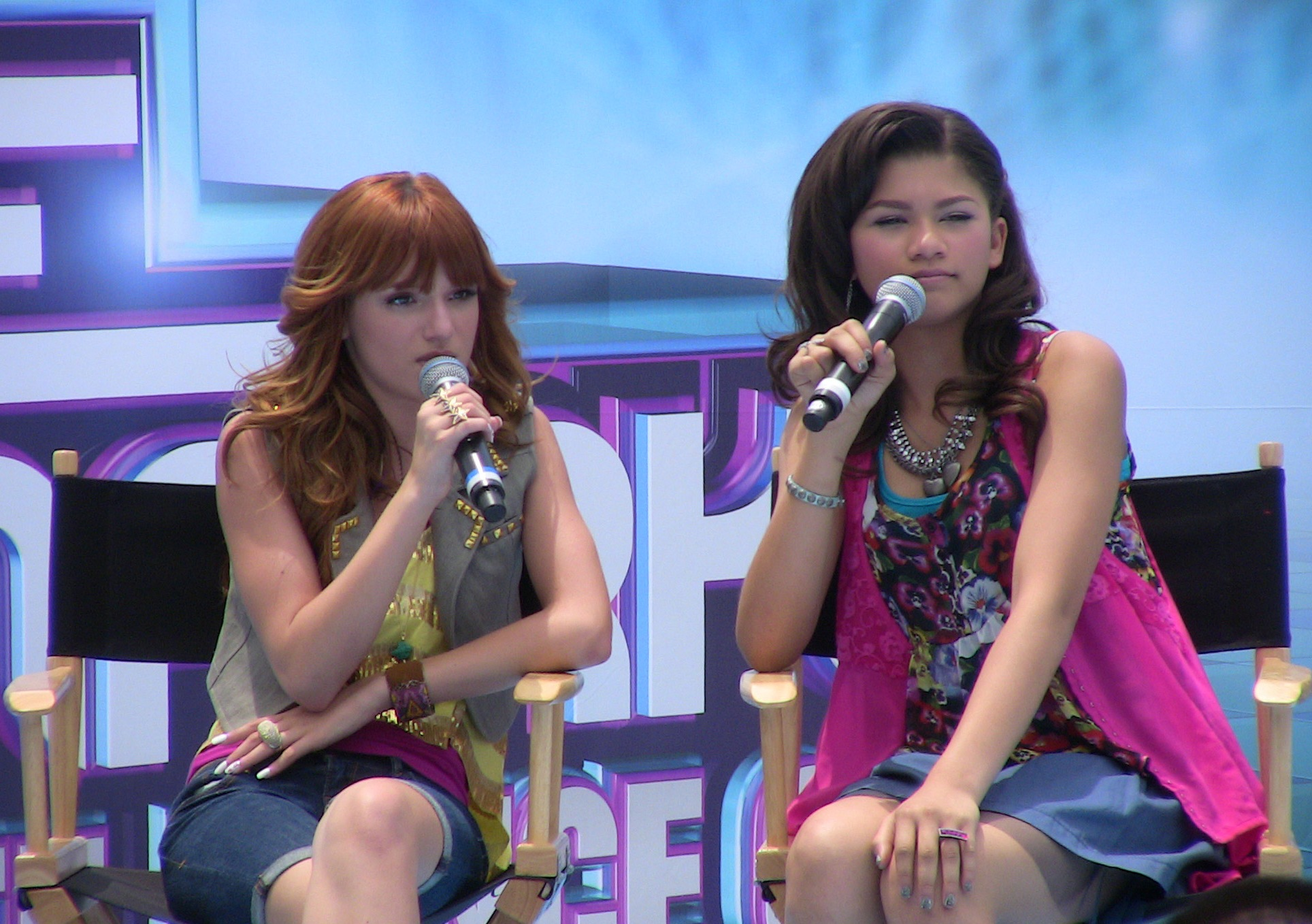
Bella Thorne y Zendaya en la edición de «Make Your Mark: Ultimate Dance Off “Shake It Up”.

Zendaya posee una casa en Los Ángeles y un apartamento en Brooklyn. Ella es vegetariana y explicó que «mi razón principal para ser vegetariana es que amo a los animales, definitivamente no porque amo las verduras». Desde 2021 mantiene una relación sentimental con el también actor Tom Holland.

## Filmografía

### Cine
| Año  | Título                    | Rol                    | Notas                |
| ---- | ------------------------- | ---------------------- | -------------------- |
| 2011 | Pixie Hollow Games        | Fern                   | Actuación de voz     |
| 2013 | Super Buddies             | Lollipop               | Actuación de voz     |
| 2017 | Spider-Man: Homecoming    | Michelle «MJ» Jones    |                      |
| 2017 | The Greatest Showman      | Anne Wheeler           |                      |
| 2018 | Duck Duck Goose           | Chi                    | Actuación de voz     |
| 2018 | Smallfoot                 | Meechee                | Actuación de voz     |
| 2019 | Spider-Man: Far from Home | Michelle «MJ» Jones    |                      |
| 2021 | Malcolm & Marie           | Marie Jones            | También coproductora |
| 2021 | Space Jam: A New Legacy   | Lola Bunny             | Actuación de voz     |
| 2021 | Dune                      | Chani                  |                      |
| 2021 | Spider-Man: No Way Home   | Michelle «MJ» Jones    |                      |
| 2024 | Dune: Part Two            | Chani                  |                      |
| 2024 | Challengers               | Tashi Duncan Donaldson | También productora   |
| 2026 | Spider-Man: Brand New Day | Michelle «MJ» Jones    |                      |

### Televisión
| Año           | Título                               | Rol                 | Notas                                   |
| ------------- | ------------------------------------ | ------------------- | --------------------------------------- |
| 2010–2013     | Shake It Up                          | Rocky Blue          | Protagonista                            |
| 2011          | Good Luck, Charlie!                  | Rocky Blue          | Episodio: «Charlie Shakes It Up»        |
| 2011          | PrankStars                           | Ella misma          | Episodio: «Walk the Prank»              |
| 2011          | Pixie Hollow Games                   | Fern (voz)          | Película para televisión                |
| 2012          | A.N.T. Farm                          | Sequoia Jones       | Episodio: «Creative ConsultANT»         |
| 2012          | Frenemies                            | Halley Brandon      | Película para televisión                |
| 2013          | Dancing with the Stars               | Ella misma          | Concursante (temporada 16)              |
| 2013          | The Story of Zendaya                 | Ella misma          | Serie en YouTube                        |
| 2014          | Zapped                               | Zoey Stevens        | Película para televisión                |
| 2014          | The Making of SWAY                   | Ella misma          | Programa de baile; 8 episodios          |
| 2014          | SWAY: A Dance Trilogy                | Ella misma          | Protagonista                            |
| 2015          | Punk'd                               | Ella misma          | Episodio: «Russell Simmons & Zendaya»   |
| 2015          | Black-ish                            | Maya Calais         | Episodio: «Daddy's Day»                 |
| 2015–2018     | K.C. Undercover                      | Kasey «K.C.» Cooper | Protagonista y coproductora             |
| 2016          | Beyoncé: Lemonade                    | Ella misma          | Documental televisivo                   |
| 2016          | America's Next Top Model             | Ella misma          | Episodio: «Lights, Camera, Catwalk»     |
| 2017          | Walk the Prank                       | Ella misma          | Episodio: «K.C. Undercover Edition»     |
| 2017          | Lip Sync Battle                      | Ella misma          | Episodio: «Tom Holland vs. Zendaya»     |
| 2019          | The OA                               | Fola                | 3 episodios                             |
| 2019–presente | Euphoria                             | Ruby «Rue» Bennett  | Protagonista y productora ejecutiva     |
| 2019–2021     | Desus & Mero                         | Ella misma          | 2 episodios                             |
| 2020          | Close Up with the Hollywood Reporter | Ella misma          | Episodio: «Drama Actress»               |
| 2021          | The Kelly Clarkson Show              | Ella misma          | Episodio: «Holiday Celebration - Day 6» |

## Discografía
- 2013: Zendaya

## Giras
- Swag It Out Tour (2012-13)

## Premios y nominaciones
| Año  | Categoría                           | Trabajo nominado | Resultado | Ref.    |
| ---- | ----------------------------------- | ---------------- | --------- | ------- |
| 2020 | Mejor actriz en una serie dramática | Euphoria         | Ganadora  | [ 166 ] |
| 2022 | Mejor actriz en una serie dramática | Euphoria         | Ganadora  | [ 167 ] |

| Año  | Categoría                                    | Trabajo nominado | Resultado | Ref.    |
| ---- | -------------------------------------------- | ---------------- | --------- | ------- |
| 2022 | Mejor actriz de serie de televisión de drama | Euphoria         | Ganadora  | [ 168 ] |
| 2025 | Mejor actriz de comedia                      | Challengers      | Nominada  | [ 169 ] |

| Año  | Categoría                      | Trabajo nominado | Resultado | Ref.    |
| ---- | ------------------------------ | ---------------- | --------- | ------- |
| 2020 | Mejor actriz en serie de drama | Euphoria         | Nominada  | [ 138 ] |
| 2023 | Mejor actriz en serie de drama | Euphoria         | Ganadora  | [ 170 ] |

| Año  | Categoría    | Trabajo nominado | Resultado | Ref.    |
| ---- | ------------ | ---------------- | --------- | ------- |
| 2021 | Mejor actriz | Malcolm & Marie  | Nominada  | [ 171 ] |

| Año  | Categoría                   | Trabajo nominado           | Resultado | Ref.    |
| ---- | --------------------------- | -------------------------- | --------- | ------- |
| 2013 | Mejor video musical         | «Fashion Is My Kryptonite» | Nominada  |         |
| 2014 | Artista revelación del año  | Ella misma                 | Nominada  | [ 172 ] |
| 2015 | Artista con el mejor estilo | Ella misma                 | Nominada  | [ 173 ] |

| Año  | Categoría                                       | Trabajo nominado | Resultado | Ref.    |
| ---- | ----------------------------------------------- | ---------------- | --------- | ------- |
| 2011 | Mejor elenco joven en una serie de televisión   | Shake It Up      | Nominada  | [ 174 ] |
| 2012 | Mejor actuación en una serie de televisión      | Shake It Up      | Nominada  | [ 175 ] |
| 2012 | Mejor elenco joven en una serie de televisión   | Shake It Up      | Nominada  | [ 175 ] |
| 2013 | Mejor actuación en una película para televisión | Frenemies        | Nominada  | [ 176 ] |

| Año  | Categoría                                | Trabajo nominado          | Resultado | Ref.    |
| ---- | ---------------------------------------- | ------------------------- | --------- | ------- |
| 2019 | Estrella de televisión dramática del año | Euphoria                  | Ganadora  | [ 177 ] |
| 2019 | Estrella de cine del año                 | Spider-Man: Far from Home | Ganadora  | [ 177 ] |

| Año  | Categoría                                         | Trabajo nominado | Resultado | Ref.    |
| ---- | ------------------------------------------------- | ---------------- | --------- | ------- |
| 2020 | Mejor actriz dramática en una serie de televisión | Euphoria         | Ganadora  | [ 178 ] |
| 2023 | Mejor actriz dramática en una serie de televisión | Euphoria         | Nominada  | [ 179 ] |